# Wonga.com
Wonga.com è una società britannica di prestiti a breve termine (in inglese: payday loan) a tassi di interesse elevati. Oltre che nel Regno Unito, è operativa in Sudafrica, Canada e Polonia. Wonga gestisce anche Wongaforbusiness.com, che fornisce prestiti a breve termine alle piccole imprese.
È stata la prima società a utilizzare una tecnologia completamente automatizzata per l'elaborazione del rischio, fornendo prestiti personali a breve termine e non garantiti sia online, sia via app e tablet. La società è stata fondata da Errol Damelin e Jonty Hurwitz. La società lanciò il prodotto iniziale nell'ottobre 2007 e fu successivamente la prima a fornire un'app su iPhone per prestiti istantanei. Secondo il suo sito, Wonga ha concesso oltre sette milioni di finanziamenti a tutto il 2012.
Ad Agosto 2018, la società aveva deciso di interrompere le nuove attività di prestito, versando in condizioni critiche di liquidità.

## Prodotti

### Wonga.com
Wonga offre prestiti di importo fino a 400 sterline per i nuovi clienti e fino a 1 000 sterline per chi è già stato cliente, con durata compresa tra uno e 30 giorni. I clienti selezionano l'importo e il numero di giorni utilizzando due cursori e il costo totale del credito viene mostrato. Il costo totale è calcolato in tempo reale come somma degli interessi, calcolati al tasso semplice dell'1% giornaliero sull'importo del prestito, e della commissione di transazione, pari a una sterlina al giorno ogni 100 sterline prese a prestito. Una volta inserite le informazioni richieste, viene fornita immediatamente una decisione. Nel caso in cui la procedura si concluda positivamente, i fondi vengono depositati sul conto corrente del cliente entro un'ora.

### Wongaforbusiness.com
Wonga for Business offre prestiti tra 3 000 e 30 000 sterline con scadenza compresa tra una e 52 settimane al tasso di interesse dello 0,5% settimanale.
Al lancio, nel maggio 2012, il Financial Times riferì che il tasso di interesse variava tra lo 0,3% e il 2% alla settimana, rispetto a un tasso medio del 4% annuale per i prestiti alle piccole imprese. Una società che prendesse a prestito 10 000 sterline per un anno, ripagherebbe alla fine 21 000 sterline in totale. Nel dicembre 2012 il tasso di interesse era inferiore così che lo stesso prestito sarebbe costato 12 900 sterline. Al lancio, il responsabile della linea politica alla Federazione delle Piccole Imprese (Federation of Small Businesses) commentò che “il servizio poteva fornire una certa flessibilità nella finanza a breve termine ma le imprese avrebbero dovuto procedere con attenzione”, mentre l'amministratore delegato di Wonga disse che “è un servizio addizionale per le imprese che hanno bisogno di capitali a breve termine”.

## Storia
Wonga è stata fondata da Errol Damelin e Jonty Hurwitz nell'ottobre 2006. Entrambi i fondatori avevano precedenti esperienze di start-up; nessuno aveva alcuna esperienza nel credito al dettaglio. Quando iniziarono a cercare finanziatori, i potenziali investitori vedevano il settore dei piccoli prestiti a breve termine come una palude rischiosa e non profittevole. Dopo essersi visti rifiutare i fondi dalle banche inglesi, si assicurarono il capitale di rischio attraverso Balderton Capital. La prima sede della società fu un ufficio in condivisione situato a Londra, in St John's Wood. Nel 2007, dopo un anno di sviluppo, fu lanciato un sito web in versione beta. Nelle interviste, Damelin ha affermato che l'obiettivo era quello di sconvolgere il settore del credito a breve termine, fornendo la trasparenza, il controllo esatto su importo e data di pagamento, l'accesso immediato ai fondi, e tutto senza l'invio di documenti via fax o e-mail.
Il modello di business basato sulla concessione di credito solo a coloro che possono ripagare in modo affidabile, contrapposto alla più ampia pratica di utenza dei payday loans, richiedeva un algoritmo in grado di determinare il rischio in modo completamente automatico, cosa che ha dato difficoltà di sviluppo nelle fasi iniziali. Al fine di rendere disponibili i fondi direttamente sui conti correnti bancari dei clienti il più velocemente possibile, era necessaria la collaborazione dei principali istituti di credito. A quanto risulta, le banche furono sprezzanti nei confronti del progetto di Wonga, sostenendo che non sarebbero state totalmente soddisfatte riguardo all'identificazione del cliente senza la documentazione fisica.
Nei primi cinque minuti dal lancio, è stata elaborata la prima richiesta di prestito, ed entro una settimana si è verificato il primo caso di insolvenza. I successivi mesi di attività hanno mostrato un aumento della domanda, ma i metodi tradizionali di valutazione del rischio di credito si sono dimostrati inadeguati e l'azienda ha registrato tassi di default del 50% circa. La società ha utilizzato questo periodo per raccogliere dati sul comportamento dei clienti e ha iniziato a sviluppare la propria tecnologia proprietaria per la valutazione del rischio. Il pieno lancio sul mercato di Wonga.com fu a luglio 2008 e il livello di 100 000 prestiti è stato raggiunto entro giugno 2009. Attraverso l'esperienza dell'elaborazione di questi prestiti, l'azienda ha sviluppato tecnologie che hanno cominciato a ridurre drasticamente la percentuale di insolvenze. Nel luglio 2009 Wonga ha raccolto fondi per ulteriori 13,9 milioni di sterline tramite un'operazione guidata da Accel Partners, Greylock Partners e Balderton Capital che ha permesso di migliorare la tecnologia  e di lanciare nel dicembre 2009 la prima app creditizia completa per iPhone. Nel 2009 la società era già in utile e i tassi di insolvenza erano sotto il 10%, inferiori rispetto al livello medio per le carte di credito. Una terza fase di raccolta di capitali, guidata da Oak Investment Partners oltre ad altri investitori, quali Meritech Capital Partners e Wellcome Trust, è stata completata nel 2011 per 73 milioni di sterline. Alla fine del 2011 la tecnologia di Wonga poteva respingere in modo affidabile due terzi delle richieste e prevedere con un'accuratezza del 93% la capacità di un cliente di restituire un prestito. Nel maggio 2012 la società ha aperto una succursale in Sudafrica offrendo prestiti al consumo. Nel settembre 2012 sono stati resi pubblici i risultati di bilancio del 2011, con un utile di 45,8 milioni di sterline (in aumento rispetto ai 12,4 milioni di sterline del 2010) a fronte di ricavi per 185 milioni di sterline. Nel novembre 2012 il Daily Telegraph riportò che Wonga stava testando la propria tecnologia anche in Canada.

## Commenti della politica e della stampa
Wonga sostiene che i propri clienti sono "giovani professionisti a loro agio con la tecnologia, che in precedenza si rivolgevano alle banche per prendere denaro a prestito". La società concorda che il suo indice sintetico di costo (in inglese: Annual Percentage Rate o APR) fino al 4 217% (ora 5 853%) sia "non economico", ma sostiene che il proprio cliente tipo abbia un reddito di medio livello e si trovi temporaneamente al corto di soldi a causa di una spesa imprevista, ad esempio per l'acquisto di una nuova caldaia o dei biglietti per un festival musicale. Wonga afferma che i propri prestiti sono spesso più economici di quelli bancari, se si considerano gli oneri applicati spesso abusivamente e che, sebbene l'informativa sull'APR sia obbligatoria, questo indice sia uno mezzo di comparazione poco valido per i prestiti a breve termine. La Commissione per gli Affari, l'Innovazione e le Competenze (Business, Innovation and Skills Committee) ascoltò la testimonianza dell'esperto Martin Lewis il quale affermò che il costo totale di un payday loan è molto più utile dell'APR. Tuttavia, ha anche fatto notare che, a un tasso di interesse del 4 212%, un prestito di 100 sterline capitalizza in 7 anni fino a 23,5 migliaia di miliardi di sterline, un importo superiore all'intero debito nazionale statunitense. Questo scenario è improbabile si verifichi poiché Wonga sospende la maturazione degli interessi molto prima sui propri clienti morosi. Il Dott. Gathergood dell'Università di Nottingham ha descritto gli utenti dei payday loan dividendoli in due gruppi, quelli che hanno subìto un trauma finanziario ma sono in grado di ripagare il debito, e quelli che sono incapaci di controllare le proprie spese, anche se ha sostenuto che i prestatori preferibilmente associano i propri clienti con il primo gruppo. La commissione si è occupata anche del credito cooperativo. Mark Lyonette dell'Associazione delle Cooperative di Credito Britanniche (Association of British Credit Unions) affermò che sebbene il credito cooperativo fornisca ad oggi 90 milioni di prestiti negli Stati Uniti, non è in grado di mettere insieme "la sofisticata automazione e il merito di credito dietro le quinte" del "modello ad alta tecnologia utilizzato da Wonga per i payday loan", nonostante guardi con favore alla possibilità di utilizzare gli uffici postali come veicolo per espandere il mercato del credito cooperativo nel Regno Unito.
Una mozione a firma trasversale presentata nel novembre 2011, evidenziando l'"elevato APR" di Wonga, cercava di limitare il livello degli interessi applicabili dalle istituzioni finanziarie su tutti i prestiti. La parlamentare Stella Creasy ha inoltre proposto una legislazione tesa a fissare limiti massimi per i tassi di interesse. Una relazione di Policis sulla proposta di fissare un tetto ai tassi d'interesse sosteneva che ciò avrebbe causato un'uscita dal mercato, e coloro che hanno accesso al credito tradizionale sarebbero stati indirizzati verso prodotti, quali lo scoperto di conto e il credito rotativo, che possono risultare molto più onerosi rispetto ai crediti con elevato APR, mentre coloro che non hanno accesso a tali canali si sarebbero rivolti al mercato nero del credito. The Times affermò che fissare un tetto avrebbe limitato ulteriormente la disponibilità di credito alle persone da parte delle entità regolamentate.
Un articolo del Daily Mirror afferma che, nel caso in cui un cliente non rimborsi il prestito con Wonga, gli interessi continuano a maturare sul capitale. A questo proposito, Wonga dichiara che, se il denaro non è disponibile il giorno in cui un cliente ha scelto di restituirlo, viene addebitata una penale di 20 sterline e gli interessi continuano a maturare per un periodo di 60 giorni al massimo, e non è consentito l'automatico rifinanziamento dei debiti, limitandolo a specifica richiesta e fino a un massimo di tre volte, in conformità con il codice dell'attività creditizia della Finance and Leasing Association.
Nel maggio 2012 la società fu informata dall'Office of Fair Trading in merito all'obbligo di migliorare le proprie procedure di riscossione crediti, dopo che era venuta alla luce la spedizione nel 2010 di lettere ad alcuni clienti con l'accusa di comportamento fraudolento. Wonga ha fatto ricorso contro tale decisione affermando che riteneva d'avere le basi per sospettare una condotta disonesta da parte degli specifici clienti cui le lettere erano state spedite, che queste erano state spedite in occasioni isolate più di 18 mesi prima e che non ne erano state spedite altre nel frattempo. La società ha affermato di aver già implementato procedure per essere sicuri che simili problemi non accadessero in futuro, e che ora un gruppo interno si occupa di investigare sui casi di sospetta frode. Affermò inoltre che le trascrizioni telefoniche non erano state usate dal gennaio 2010.
Nell'agosto 2012 la società lanciò OpenWonga, una linea "piattaforma digitale online che si propone di 'informare il dibattito' intorno al marchio".
Il 20 novembre 2012 Stella Creasy pretese le scuse da parte della società dopo che The Guardian aveva riportato che alcuni tweet abusivi le erano stati spediti da dipendenti di Wonga. Ulteriori indagini sul caso Creasy mostrarono che computer registrati presso gli uffici londinesi di Wonga.com erano stati utilizzati per insultare la Creasy su Twitter, e per cancellare critiche, così come i riferimenti all'"usura" dalla pagina di Wonga.com su Wikipedia. La società ha ammesso che un a "impiegato junior" poteva aver spedito i tweet, difendendo ciò che considera suo diritto riguardo alla correzione di articoli "imprecisi" su Wikipedia, anche se le regole di Wikipedia sul conflitto di interessi sostengono che tali modifiche siano "fortemente scoraggiate". Successivamente Wonga si scusò con la Creasy e condannò i commenti su Twitter, affermando che questi fossero stati pubblicati all'insaputa della società e che sarebbero stati presi provvedimenti disciplinari.
Il 28 novembre 2012 in seguito al timore che i piccoli prestiti, previsti essere a breve termine, potessero diventare cari in modo proibitivo, il governo ha annunciato che avrebbe dato alla Financial Conduct Authority il potere di prevenire il rifinanziamento indefinito dei prestiti e di limitare di fatto la loro onerosità.
Nel giugno 2013 il ministro per i consumatori invitò le società che forniscono payday loan a un summit per discutere della "diffusa attività creditizia irresponsabile". L'articolo cita l'APR di Wonga - la più grande tra le società di payday loan - pari al 5 835%.
Gli utili ante imposte di Wonga sono stimati in 62,4 milioni di sterline per il 2011.

### Commenti della comunità religiosa
Nel maggio 2012 Justin Welby - vescovo di Durham ed ex finanziere nel settore petrolifero - definì gli alti tassi di interesse applicati da Wonga "scioccanti" e "usurari". Wonga rifiutò di commentare.
Nel luglio 2013 Welby - che era diventato arcivescovo di Canterbury, nonché membro della Commissione Parlamentare sugli Standard Bancari - annunciò di aver avuto un "bel confronto" con Errol Damelin e di avergli detto che voleva fosse la concorrenza, e non la legislazione, a far chiudere Wonga. Secondo la BBC la chiesa aiuterebbe le cooperative di credito fornendo uffici ed expertise. Peraltro Welby si sarebbe infuriato quando il Financial Times ha fatto notare che, nonostante negasse coinvolgimenti nella concessione di payday loan, il fondo pensioni della chiesa aveva investito nella società di venture capital Accel Partners, che aveva raccolto capitali per Wonga nel 2009.

### Sponsorizzazioni
Wonga ha sponsorizzato i viaggi gratuiti sulla metropolitana di Londra la notte di San Silvestro nel 2010, quando sulla rete furono affissi manifesti che riportavano la pubblicità del sito web con lo slogan "a volte hai bisogno di qualche soldo in più" (in inglese: "sometimes you need some extra cash"). Un membro dall'Assemblea di Londra definì 'vergognoso' che il Sindaco di Londra avesse permesso tale sponsorizzazione nel momento dell'anno in cui le persone sono finanziariamente più vulnerabili. Media Week segnalò che l'accordo fu "molto criticato" e che successivamente il Transport for London ha bandito le società di payday loan dalla sponsorizzazione dei propri servizi.
Nell'ottobre 2012 Wonga annunciò che avrebbe sponsorizzato la squadra di calcio del Newcastle United per 8 milioni di sterline all'anno. Parecchi membri del Parlamento si dichiararono contrari all'accordo e il capo del Consiglio Comunale di Newcastle dichiarò a The Guardian di essere "inorridito e disgustato" dal fatto che il club avesse firmato un accordo con "uno strozzino legalizzato" e nel luglio 2013 Papiss Cissé si rifiutò di indossare la divisa. Nel novembre 2012 The Guardian pubblicò che un computer degli uffici di Wonga sembrava essere stato utilizzato per rimuovere dalla pagina di Wikipedia relativa alla società un riferimento alla controversa sponsorizzazione della squadra del Newcastle United e per cancellare la categoria "usura" nella sezione "Voci correlate".
Nel 2012 la società ha sponsorizzato il programma televisivo Red or Black? su ITV, che ha ricevuto ampie critiche. Nel gennaio 2013 è stato annunciato che Wonga sponsorizzerà la trasmissione nel Regno Unito della dodicesima stagione di American Idol su Channel 5.

## Premi

### 2008
- Credit Suisse Entrepreneur of the Year, South East Region (Errol Damelin) - National Business Awards 2008[20]
- 100 Best Startups in Europe - Red Herring Top 100 Europe 2008[63]
- 16ª posizione - Startups 100 2008[64]

### 2009
- Online Business of the Year - Startups Awards 2009[65]
- Credit Risk Team of the Year - Credit Today Awards 2009[66]
- Most Innovative Application of Technology, Customer - Financial Innovation Awards 2009[67]
- Outstanding Achievement, Financial Services - Interactive Media Awards 2009[68]
- The RSM Entrepreneur of the Year, Ruban d'Honneur Winner - European Business Awards 2009[69]
- Nominata tra i tre finalisti, Most Promising Internet Companies in the UK - First Tuesday Awards 2009[70][71]
- One to Watch - Media Momentum Awards 2009[72]
- Highly Commended, Orange Best Use of Technology - National Business Awards 2009[67]
- Highly Commended, Best New Product or Service of the Year, Financial Services - International Business Awards 2009[73]

### 2010
- Alternative Lender of the Year - Credit Today Awards 2010[74]
- Fastest Growing Company Award - Media Momentum Awards 2010[75][76]
- Best Use of Technology (In-house solutions) - Credit Today Awards 2010[74]
- Best Use of Technology - Fast Growth Business Awards 2010[77]
- Angel or VC-backed Business of the Year - Fast Growth Business Awards 2010[78]
- Best Site of the Year, Banking/Bill Payment, People's Voice - Webby Awards 2010[79]
- Customer Experience of the Year, Financial Services - UK Customer Experience Awards 2010[80]
- Credit Excellence Award in Risk - Credit Excellence Awards 2010[81]
- Best Startup Founder / Co-Founders (Errol Damelin) - The Europas European Startup Awards 2010[82]
- Entrepreneur of the Year (Errol Damelin) - Growing Business Awards 2010[83]
- Digital Entrepreneur of the Year (Errol Damelin) - Digital Entrepreneur Awards 2010[84]
- 1ª posizione - 10 European Technology Companies to Watch[85]
- 8ª posizione - Startups 100 2010[86]
- Smarta 100 Awards[87]

### 2011
- 1ª posizione - Tech Track 100 2011[88][89]
- Credit Excellence Award in Consumer Credit Management - Credit Excellence Awards 2011[90]
- 64ª posizione - The Sunday Times Best Small Companies to Work For 2011[91]
- Vincitore nella categoria Digital Entrepreneur - The Guardian Digital Innovation Awards 2011[92]

### 2012
- Fastest Growing Larger Company Award - Media Momentum Awards 2012[93]
- 3ª posizione - Tech Track 100 2012[94]
- Credit Excellence Award in Risk - Credit Excellence Awards 2012[95]

### 2013
- 16ª posizione - Tech Track 100 2013[96]